# Unnatural (мініальбом)
Unnatural — дев'ятий мініальбом південнокорейсько-китайського жіночого гурту WJSN. Він вийшов 31 березня 2021 року на Starship Entertainment і розповсюджений Kakao Entertainment. Загалом мініальбом містить шість пісень, включаючи головний сингл «Unnatural».
Учасниці Чен Сяо, Мейці та Сюаньі не брали участь у випуску альбому через конфлікти зі своїми розкладами діяльності у в Китаї.

## Передумови
8 березня WJSN оголосили, що вони повернуться наприкінці березня. Пізніше було оголошено, що вони повернуться зі своїм дев'ятим мініальбомом Unnatural 31 березня.

## Список композицій
| #     | Назва                         | Автор слів                            | Автор музики                                                     | Аранжування                                                 | Тривалість |
| ----- | ----------------------------- | ------------------------------------- | ---------------------------------------------------------------- | ----------------------------------------------------------- | ---------- |
| 1.    | «Unnatural»                   | Kevin Oppa Song Hee-jin (Solcire) Exy | Kevin Oppa Song Hee-jin (Solcire) Chris Wahle                    | Chris Wahle                                                 | 3:01       |
| 2.    | «Last Dance»                  | Jinli (Full8loom)                     | Glory Face (Full8loom) Jinli (Full8loom) Jake K (ARTiffect)      | Glory Face (Full8loom) Jake K (ARTiffect) HARRY (Full8loom) | 3:16       |
| 3.    | «Super Moon» (원하는 모든 걸) | MosPick Exy                           | MosPick                                                          | MosPick                                                     | 3:29       |
| 4.    | «New Me»                      | Seola Jinli (Full8loom) Exy           | Glory Face (Full8loom) Jinli (Full8loom) Seola HARRY (Full8loom) | Glory Face (Full8loom) HARRY (Full8loom)                    | 3:29       |
| 5.    | «Yalla» (음)                  | Makecake36 Exy                        | Makecake36 Exy                                                   | Makecake36                                                  | 3:10       |
| 6.    | «Rewind» (잊지 마)            | KZ Kim Hye-kwang Jung Soo-min Exy     | KZ Kim Hye-kwang Jung Soo-min                                    | KZ Kim Hye-kwang Jung Soo-min                               | 4:15       |
| 20:43 |                               |                                       |                                                                  |                                                             |            |

## Нагороди і номінації

### Перемоги на музичних шоу
| Пісня       | Шоу                | Дата          | Прим. |
| ----------- | ------------------ | ------------- | ----- |
| «Unnatural» | The Show (SBS MTV) | 6 квітня 2021 | [ 3 ] |

## Чарти
| Чарт (2021)                | Найвища позиція |
| -------------------------- | --------------- |
| South Korean Albums (Gaon) | 3               |

| Чарт (2021)           | Найвища позиція |
| --------------------- | --------------- |
| Південна Корея (Gaon) | 126             |

## Історія випуску
| Регіон         | Дата            | Формат                           | Лейбл                                      |
| -------------- | --------------- | -------------------------------- | ------------------------------------------ |
| Південна Корея | 31 березня 2021 | CD цифрове завантаження стриминг | Starship Entertainment Kakao Entertainment |
| Інші регіони   | 31 березня 2021 | Цифрове завантаження стриминг    | Starship Entertainment Kakao Entertainment |